# Dziegieć

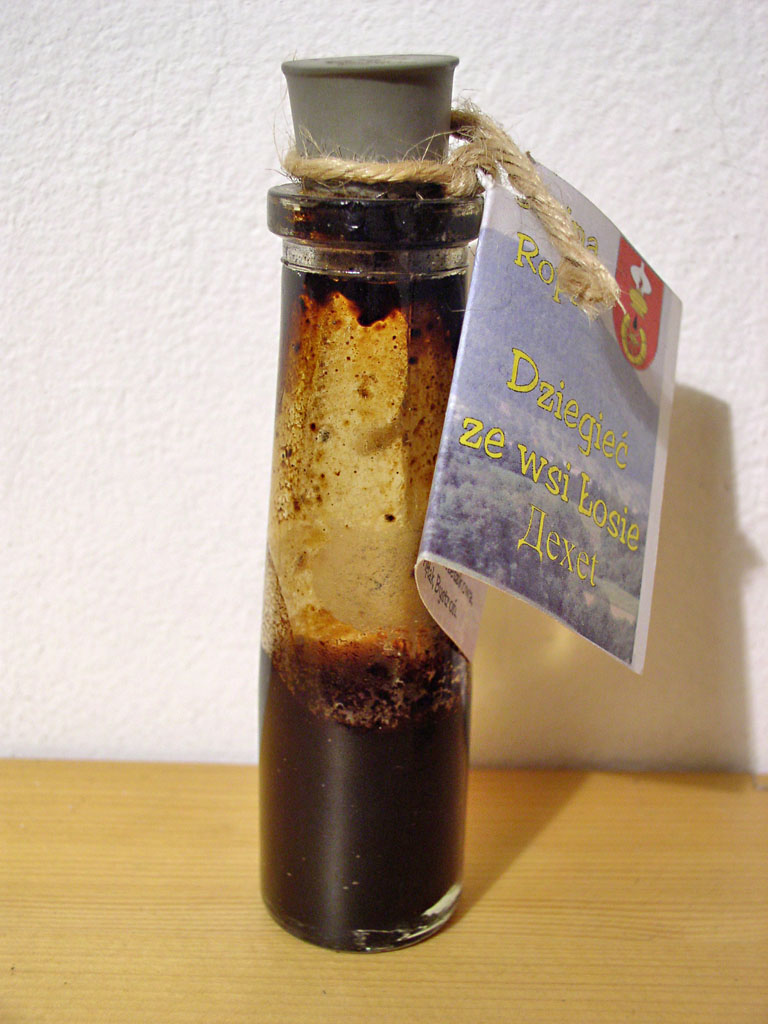
Dziegieć w niewielkiej butelce, wyprodukowany we wsi Łosie w gminie Ropa

Dziegieć – produkt o gęstej, smolistej konsystencji powstający w wyniku suchej destylacji drewna bądź kory różnych gatunków drzew i krzewów.
Wśród sklasyfikowanych rodzajów (według różnych źródeł) wyróżnia się dziegcie gatunkowe: sosnowy (Pix liquida Pini), bukowy (Pix Fagi), brzozowy (Pix Betulae), jałowcowy (Pix Juniperi) oraz dziegieć mieszany (Pix liquida) i jego zagęszczoną odmianę – dziegieć okrętowy (Pix navalis). Rzadziej uzyskiwane w praktyce są dziegcie gatunkowe: modrzewiowy (Pix Laricis), jodłowy (Pix Abietis), dziegieć świerkowy (Pix Picea), wierzbowy (Pix Salicis) oraz torfowy (Pix Cespesis).
Niekiedy jako „dziegieć mineralny” określa się smołę pogazową używaną w lecznictwie jako produkt standaryzowany pod nazwą Prodermina. W literaturze opisywany jest także dziegieć węgla brunatnego.

## Proces produkcji
Wytwarzany był w smolarniach. Technologia polega na rozpaleniu ognia w specjalnie przygotowanych dołach ziemnych, w których ułożone zostają stosy drewna, uszczelnione darnią, mchem i gliną, a następnie obsypane ziemią. Proces wytapiania dziegciu trwa wiele godzin, a powstała substancja spływa do glinianego naczynia umieszczonego na dnie dołu.
Umiejętność produkcji dziegciu była kiedyś pilnie strzeżoną tajemnicą, a sam dziegieć bardzo cenioną i szeroko stosowaną substancją.
Był jednym z ważnych produktów handlowych eksportowanych z Polski w beczkach od XV do XIX wieku.
Współcześnie jego produkcja występuje głównie w południowo-wschodniej Polsce i ma charakter jedynie podtrzymywania tradycji rzemiosła ludowego.

## Zastosowanie
Dziegieć ma właściwości aseptyczne, grzybo- i bakteriobójcze. Mimo trudnych do usunięcia zabrudzeń i silnej woni, był stosowany w leczeniu chorób skóry, np. łuszczycy i łupieżu. Był też używany w weterynarii przy wykonywaniu opatrunków oraz w pielęgnacji racic lub kopyt bydła.
Wykorzystywano go również w przemyśle skórzanym, do impregnacji płótna i skóry, smarowania osi, uszczelniania łodzi i beczek, przyklejania grotów do strzał i w wielu innych celach.

## W literaturze
Dziegieć, ze względu na swoje właściwości oraz niepowtarzalny zapach, był często opisywany w polskiej literaturze, a także stał się przedmiotem przysłów (np. Łyżka dziegciu w beczce miodu) i opowiadań. Wspominali o nim w swojej twórczości między innymi: Henryk Sienkiewicz, Józef Ignacy Kraszewski, Adam Tadeusz Naruszewicz, Eliza Orzeszkowa, Jan Stanisław Bystroń, Andrzej Sapkowski oraz Jacek Kaczmarski.